# Rami Ismail
Rami Ismail (Alphen aan den Rijn, 1988) is een Nederlands-Egyptische computerspelontwikkelaar. Hij is medeoprichter van de Nederlandse indiestudio Vlambeer en bekend om zijn inzet voor inclusie binnen de wereldwijde computerspelindustrie. Ismail ontwikkelde ook gratis tools zoals presskit() en distribute() om onafhankelijke ontwikkelaars te ondersteunen. Daarnaast is Ismail internationaal actief als spreker en adviseur. In 2018 ontving hij de Game Developers Choice Ambassador Award voor zijn inzet voor de industrie.

## Biografie
Ismail werd geboren in Alphen aan den Rijn als zoon van een Egyptische vader en Nederlandse moeder. Al op jonge leeftijd raakte hij gefascineerd door computers en spelontwikkeling. Op zesjarige leeftijd begon hij met programmeren door de broncode van het MS-DOS-spel Gorillas aan te passen. Hij leerde zichzelf spelontwerp aan door te experimenteren met mods voor Starcraft en Warcraft en het maken eenvoudige spellen.
Vanaf 2008 studeerde hij Game Design & Development aan de Hogeschool voor de Kunsten Utrecht, maar stopte in 2010 vanwege de beperkte praktische insteek. In datzelfde jaar richtte hij samen met medestudent Jan Willem Nijman de studio Vlambeer op.

## Carrière

### Vlambeer

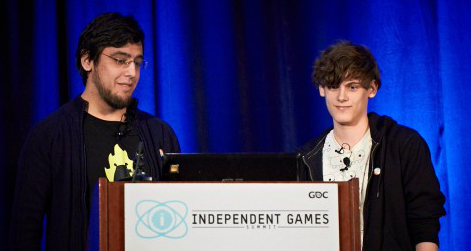
Rami Ismail (links) en Jan Willem Nijman spreken op de Independent Games Summit tijdens GDC 2013

Vlambeer werd opgericht op 1 september 2010. De studio verwierf internationale bekendheid met titels als Super Crate Box, Luftrausers en Nuclear Throne. Ridiculous Fishing betekende de doorbraak, mede door de publieke aandacht rond een gekloonde versie van hun eerdere spel Radical Fishing. Ondanks het succes koos het duo ervoor om de werkzaamheden van studio in 2020 bewust te staken. De naam en bestaande spellen bleven behouden, maar er verschenen geen nieuwe uitgaven meer.
In april 2024 verkocht Ismail zijn resterende aandeel in Vlambeer aan Nijman, omdat ze besloten dat het beter was voor de toekomst van de studio om één eigenaar te hebben.

### Inzet voor de computerspelindustrie

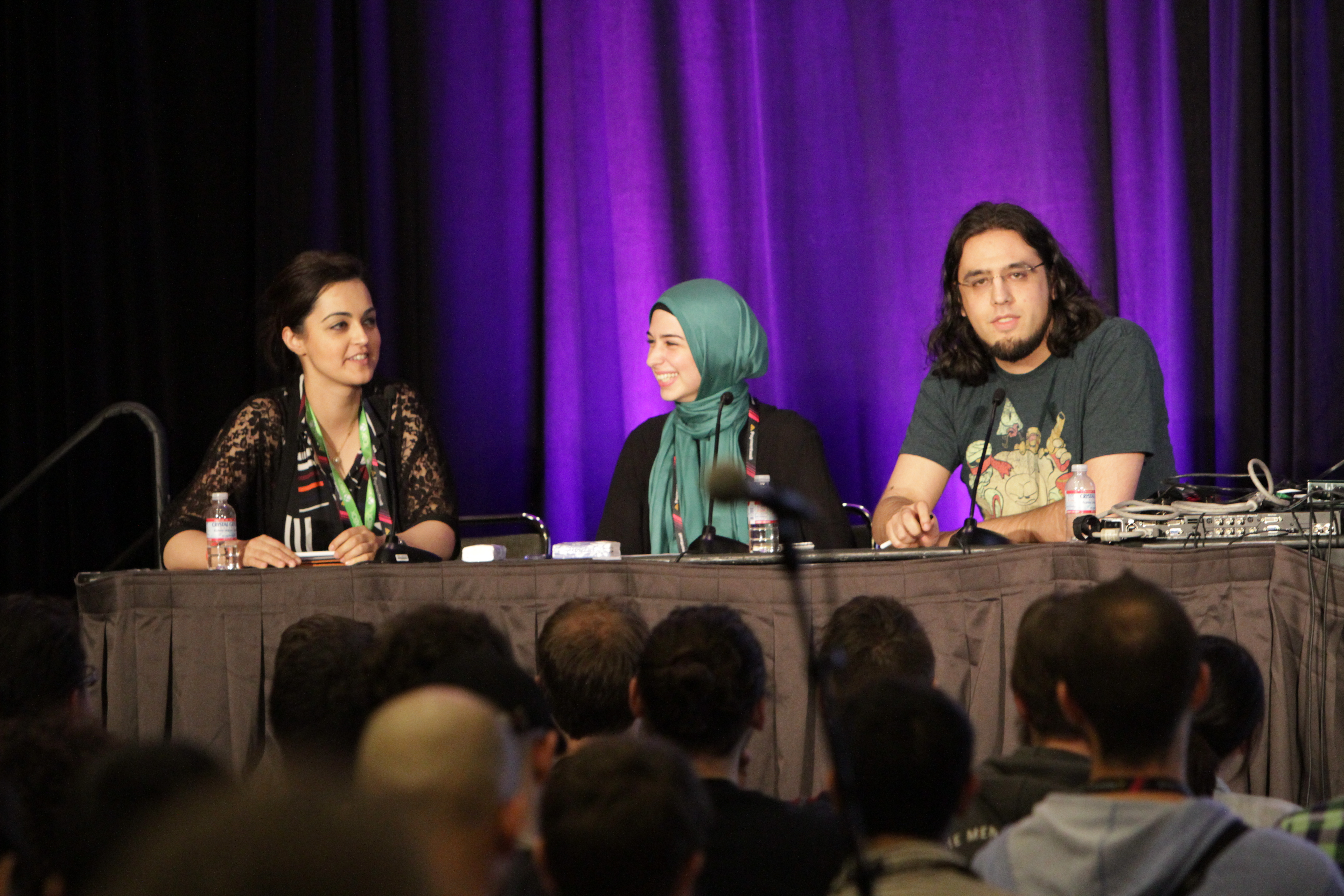
Rami Ismail (rechts) tijdens een paneldiscussie over de representatie van moslims in computerspellen tijdens GDC 2016

Ismail was al geruime tijd een vooraanstaand spreker en pleitbezorger voor ontwikkelaars, in het bijzonder voor hen buiten de traditionele centra van de industrie. Na de opheffing van Vlambeer zette hij deze activiteiten voort. Hij gaf wereldwijd lezingen en investeerde delen van de opbrengst van Vlambeer in de ondersteuning van andere ontwikkelaars. Zijn werk bracht hem in contact met gemeenschappen in onder andere Zuid-Afrika, Kroatië, Uruguay en Egypte.
Samen met stemactrice Sarah Elmaleh richtte hij GameDev.World op, een gratis online conferentie die simultaan wordt uitgezonden in meerdere talen, waaronder Arabisch, Mandarijn en Russisch. Het initiatief werd mede geïnspireerd door de structurele belemmeringen waarmee ontwikkelaars uit niet-westerse landen te maken krijgen, zoals visumbeperkingen, reisbelemmeringen, taalbarrières en beperkte toegang tot grote evenementen zoals de Game Developers Conference.
In 2024 kondigde hij het Global Games Fund aan, een initiatief van GameDev.World dat financiële ondersteuning en mentorschap biedt aan ontwikkelaars in opkomende markten buiten de westerse wereld. Communicatie met het fonds is mogelijk in diverse talen, naast het Engels. Het fonds stond gepland om later in 2024 van start te gaan.
Daarnaast uitte hij kritiek op bredere kwesties binnen de industrie, waaronder overmatige werkdruk (crunch), machtsconcentratie binnen de indie-scene en de herkomst van financiering, onder andere uit de Verenigde Staten, China en Saoedi-Arabië, en wees hij op de morele implicaties daarvan.

#### Ontwikkelingstools
Ismail ontwikkelde meerdere hulpmiddelen om de zichtbaarheid van onafhankelijke ontwikkelaars te vergroten. presskit() genereert automatisch perspagina’s op basis van een standaardformat, terwijl distribute() een veilig platform biedt voor het verstrekken van recensie-exemplaren. Beide tools zijn gratis beschikbaar en ondersteunen meerdere talen.

## Erkenning
In 2015 werden Ismail en Nijman opgenomen in de Forbes-lijst 30 Under 30 in de categorie 'Games'. In 2018 ontving Ismail de Game Developers Choice Ambassador Award voor zijn bijdrage aan een inclusievere en internationalere computerspelindustrie. Hij was de eerste moslim, de jongste ontvanger en de eerste persoon buiten Noord-Amerika die deze prijs in ontvangst mocht nemen. In hetzelfde jaar werd hij genoemd in Variety’s lijst van meest invloedrijke personen binnen de computerspelindustrie.

## Persoonlijk
Rami Ismail is moslim.
In 2011 was hij aanwezig bij de schietpartij in Alphen aan den Rijn.
In oktober 2016 verloofde Ismail zich virtueel met computerspelontwikkelaar Adriel Wallick in de game Destiny, met medewerking van ontwikkelaar Bungie. Het paar had elkaar leren kennen via hun werk in de industrie. In november 2017 traden zij in het huwelijk. De relatie eindigde in augustus 2018, maar de twee bleven bevriend.
In augustus 2022 behaalde hij zijn vliegbrevet na het voltooien van een opleiding tot piloot. Hij verklaarde dat zijn uitgebreide ervaring met Microsoft Flight Simulator een belangrijke rol speelde bij zijn voorbereiding en dat hij de simulator nog steeds gebruikt ter ondersteuning van echte vluchten.